# Dasyhelea verdieri
Dasyhelea verdieri är en tvåvingeart som beskrevs av Huttel 1951. Dasyhelea verdieri ingår i släktet Dasyhelea och familjen svidknott. Inga underarter finns listade i Catalogue of Life.